# Nymphalinae
Nymphalinae es una subfamilia de lepidópteros de  la familia Nymphalidae.

## Tribus y géneros
- Coeini
  - Baeotus Hemming, 1939.
  - Historis Hübner, 1819.  Coeini - Historis odius
  - Pycina Doubleday, 1849.
  - Smyrna Hübner, 1823.
  - Tigridia Hübner, 1819.

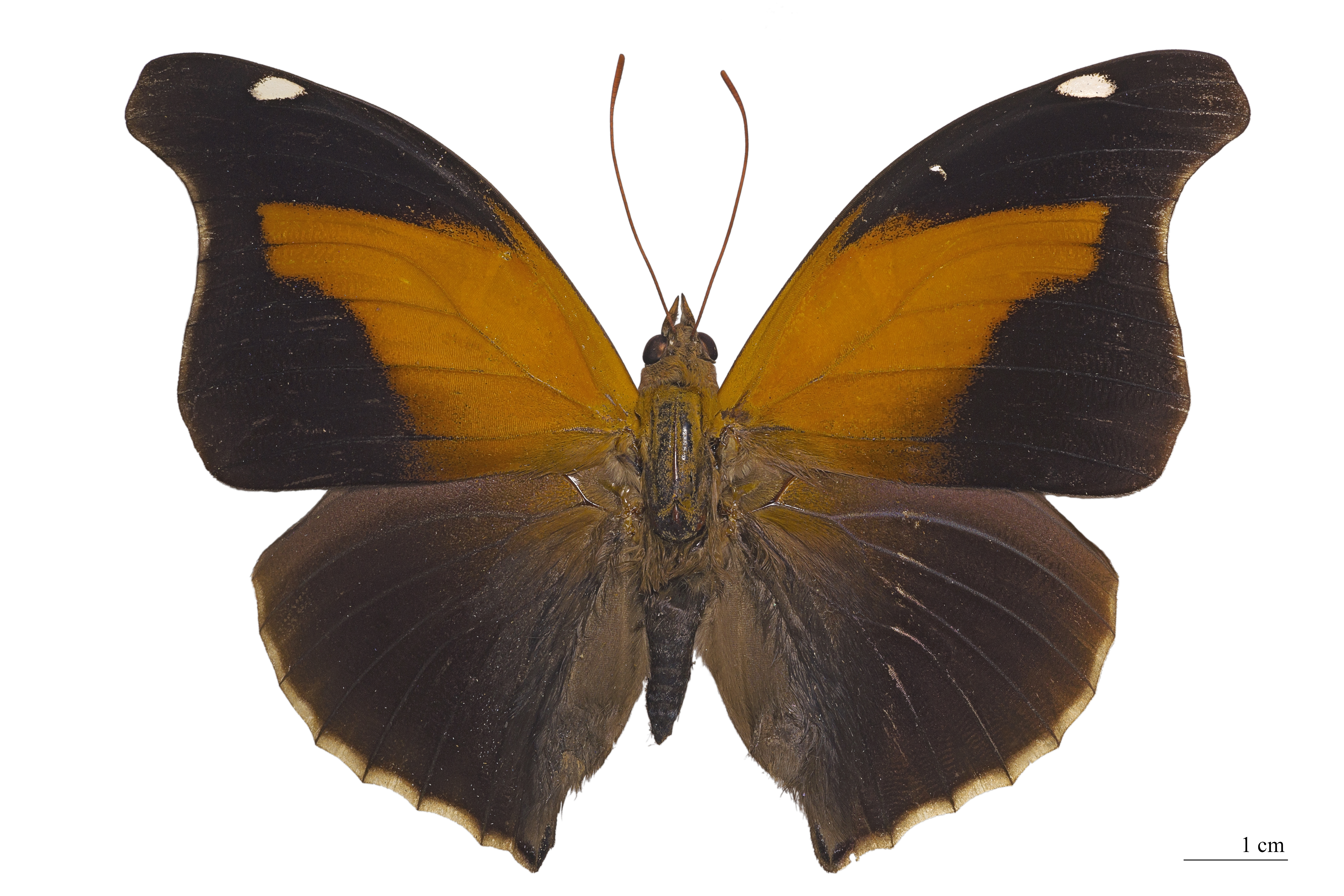
Coeini - Historis odius

  - Crenidomimas Karsch, 1894. (o en Limenitidinae)

- Junoniini
  - Junonia Hübner, 1819.
  - Precis Hübner, 1819.
  - Salamis Boisduval, 1833.
  - Yoma Doherty, 1886.
  - Hypolimnas Hübner, 1819.
- Kallimini
  - Catacroptera Karsch, 1894.
  - Doleschallia C. y R. Felder, 1860.
  - Kallima Doubleday, 1849.
  - Mallika Collins y Larsen, 1991.

- Limenitinae (o subfamilia)
  - Hyplimnas
  - Ladoga Moore, [1898].

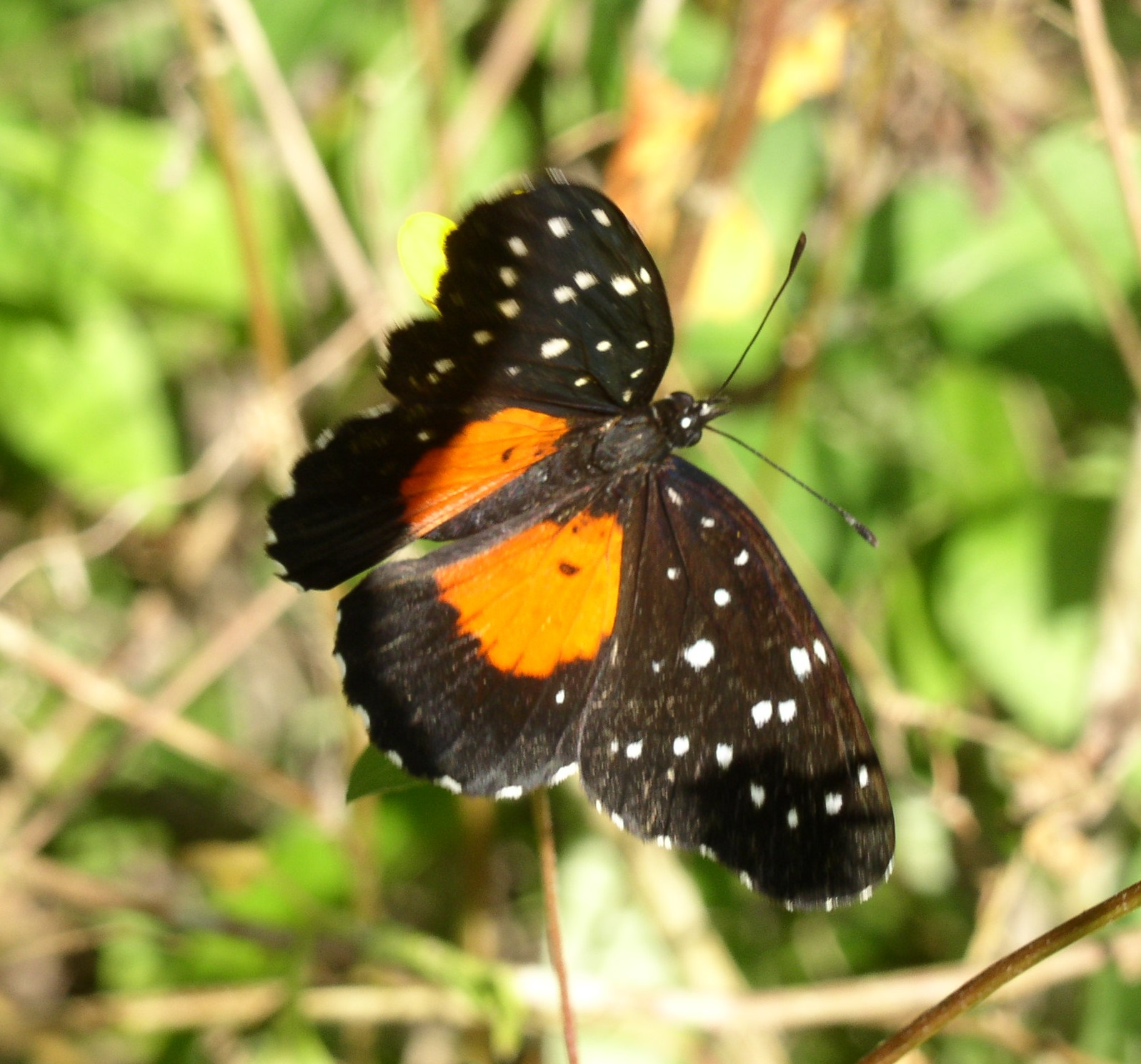
Chlosyne janais, tribu Limenitinae, Campeche, México

  - Limenitis Fabricius, 1807 sinónimo Azuritis Boudinot, 1986.
- Melitaeini.
  - Euphydryina.
    - Euphydryas Scudder, 1872.

  - Melitaeina.
    - Melitaea Fabricius, 1807 sinónimo Cinclidia (Hübner, 1819), Didymaeformia y Didymina.
    - Mellicta Billberg, 1820.

  - Chlosynina
    - Antillea Higgins, 1959.
    - Atlantea Higgins, 1959.
    - Chlosyne Butler, 1870  sinónimo Charidryas (Scudder, 1872) y Thessalia Scudder, 1875.
    - Dymasia Higgins, 1960.
    - Microtia Bates, 1864.
    - Poladryas Bauer, 1975.
    - Texola Higgins, 1959.

  - Gnathotrichina.
    - Gnathotriche C. y R. Felder, 1862.
    - Higginsius Hemming, 1964.

  - Phyciodina.

- -     - Anthanassa Scudder, 1875.

- -     - Castilia Higgins, 1981.
    - Dagon Higgins, 1981.
    - Eresia Boisduval, 1836.
    - Janatella Higgins, 1981.
    - Mazia Higgins, 1981.
    - Ortilia Higgins, 1981.
    - Phyciodes Hübner, 1819.
    - Phystis Higgins, 1981.
    - Tegosa Higgins, 1981.
    - Telenassa Higgins, 1981.
    - Tisonia Higgins, 1981.
- Nymphalini

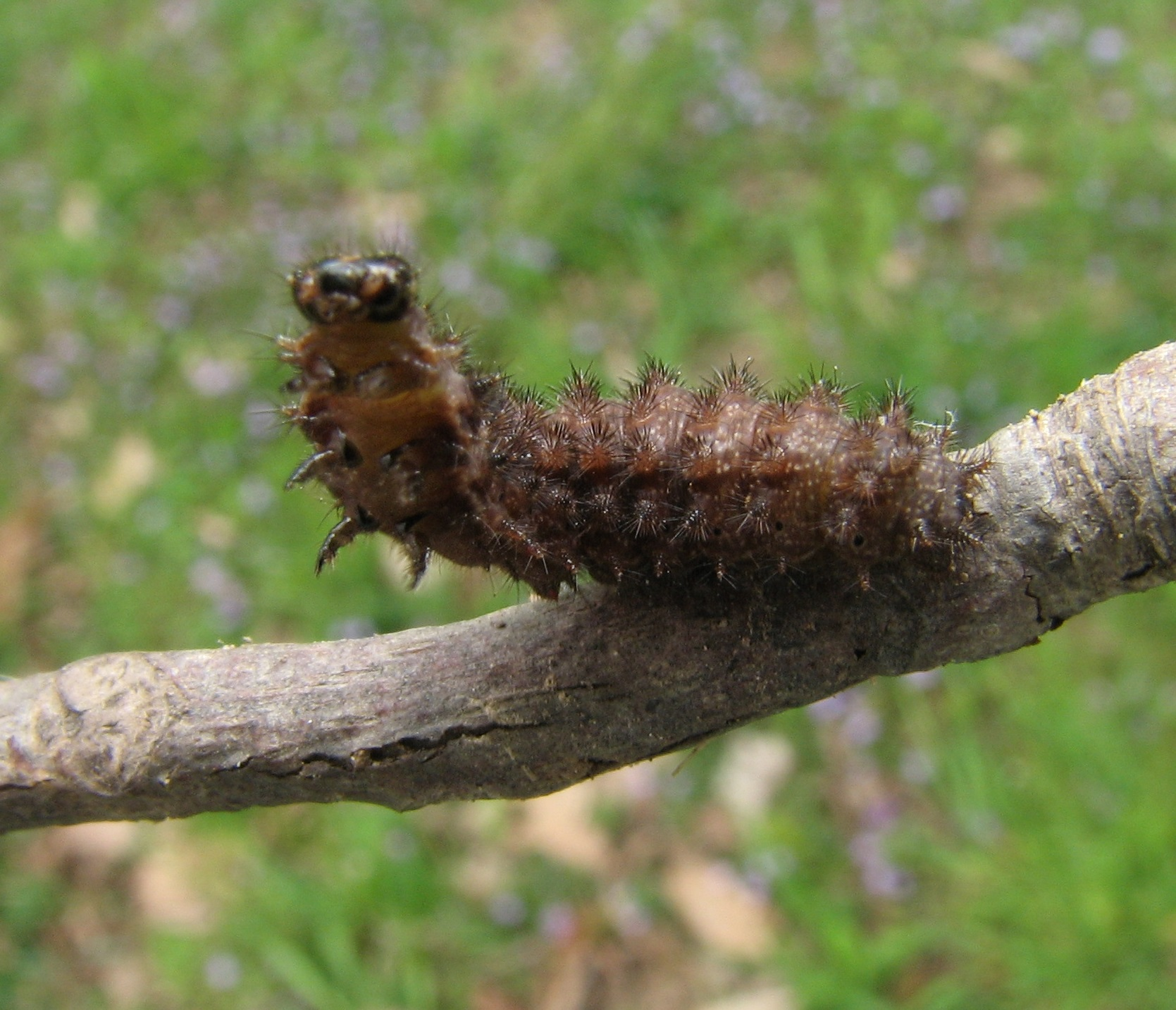
Oruga de Phyciodes tharos (Phyciodina)

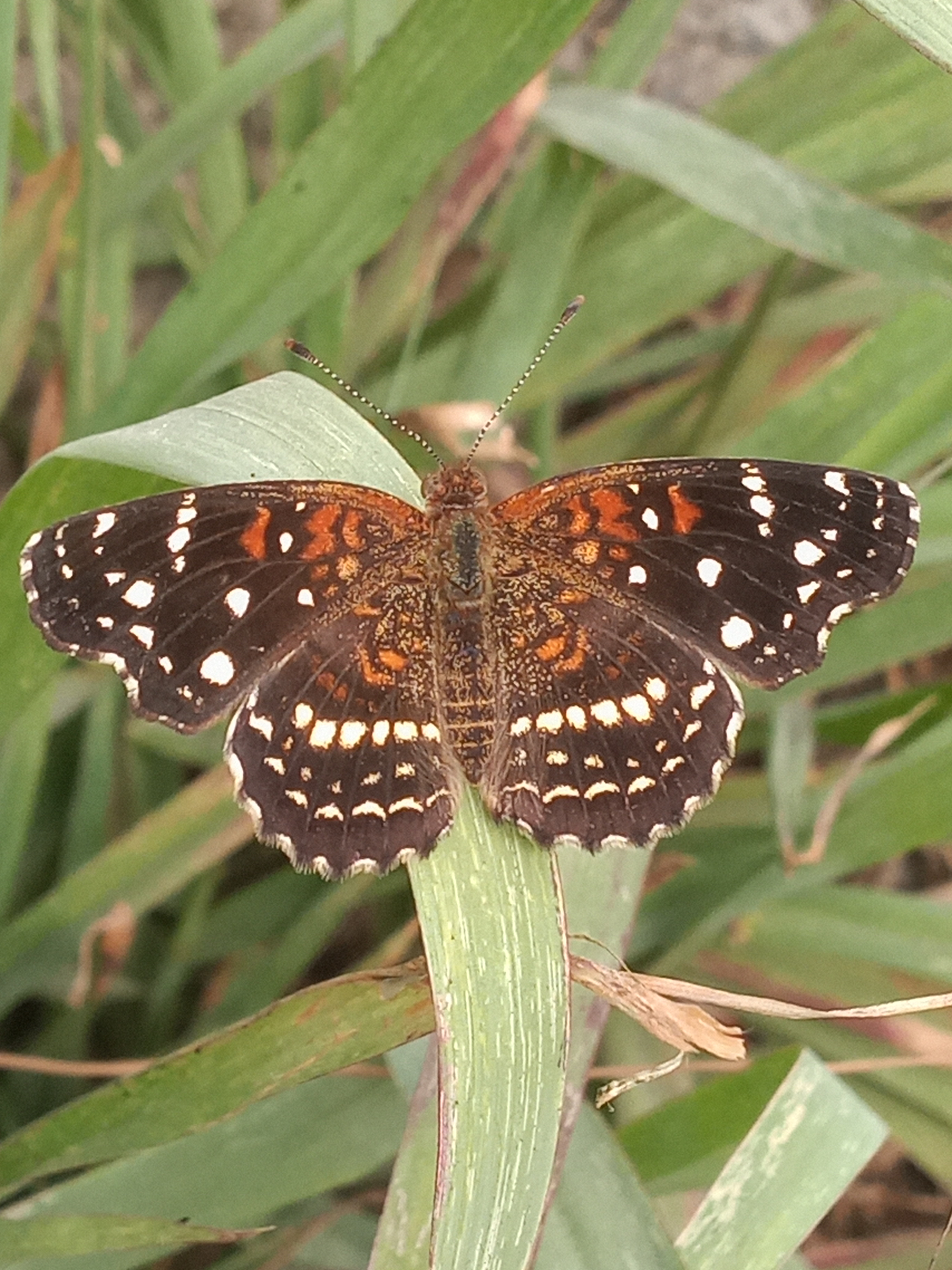
Mariposa Lunita Tejana (Texan crescentspot butterfly) Anthanassa texana ssp. texana, Monterrey, Nuevo León, México

  - Antanartia Rothschild y Jordan, 1903.
  - Araschnia Hübner, 1819.
  - Colobura Billberg, 1820.
  - Hypanartia Hübner, 1821.
  - Mynes Boisduval, 1832.
  - Nymphalis Kluk, 1802.
  - Aglais Dalman, 1816.
  - Canista Moore 1899.
  - Euvanessa Scudder, 1889
  - Inachis Hübner, [1819].
  - Polygonia Hübner, [1819].
  - Roddia Korshunov, 1995
  - Symbrenthia Hübner, 1819.
  - Vanessa Fabricius, 1807, sinónimo Cynthia (Fabricius, 1807).
- Victorinini
  - Anartia Hübner, 1819.
  - Metamorpha Hübner, 1819.
  - Napeocles Bates, 1864.
  - Siproeta Hübner, 1823. Victorinini - Siproeta superba

- Tribu incerta sede

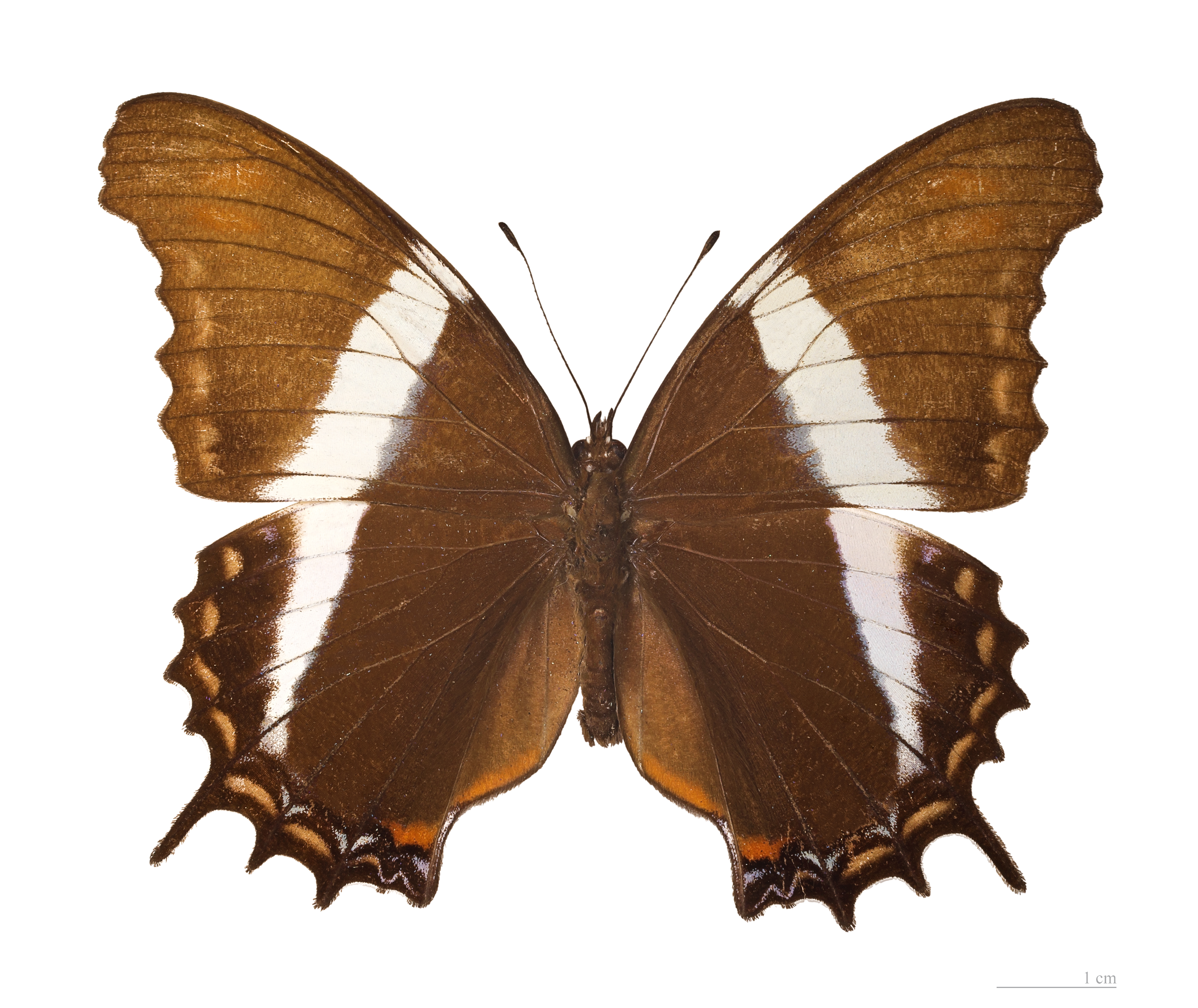
Victorinini - Siproeta superba

  - Rhinopalpa C. et R. Felder, 1860.
  - Kallimoides Shirôzu et Nakanishi, 1984.
  - Vanessula Dewitz, 1887.